# Lac Bogoria
Pour les articles homonymes, voir Bogoria.
Le lac Bogoria est un lac de soude, salé qui se trouve dans la région volcanique du  bassin du lac Baringo au Kenya. Il abrite régulièrement une des plus importantes colonies de flamants nains au monde. Il est classé site Ramsar depuis le 27 août 2001.

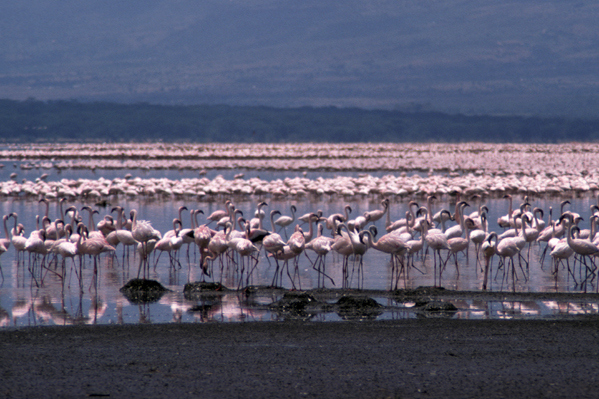
Les flamants au bord du lac